# Port d'Olvia
Le port de Olvia ou part maritime de Mykolaïv est un port d'Ukraine sur le Boug dans l'estuaire du Dniepr.

## Histoire
Depuis 2017 il s'appelle le port spécialisé d'Oktyabrsk, est un port maritime.

## Infrastructures et installations
Il est géré par l'Autorité portuaire d'Ukraine.